# Дональд Самптер
Дональд Самптер (англ.  Donald Sumpter, нар. 13 лютого 1943, Нортгемптоншир) — британський актор. Він з'являвся у фільмах і телесеріалах з середини 1960-х років.

## Кар'єра
Однією з його ранніх появ на телебаченні була в серії «Колесо в космосі» серіалу «Доктор Хто» в 1968 році з Патріком Тротоном в ролі Доктора. Він з'явився в «Докторі Хто» знову в 1972 році, в серії «Морські дияволи» з Джоном Пертві. У 2015 році він знову повернувся в серіал в ролі Рассилона в серії «З диявольським завзятям» з Пітером Капальді. Він також з'явився в спин-оффі «Доктора Хто», «Пригоди Сари Джейн».
Його рання робота в кіно включала роль справжнього британського злочинця Дональда Нілсона у фільмі 1977 року «Чорна пантера».
З 2011 по 2012 рік він грав мейстера Лювина в серіалі каналу HBO «Гра престолів».

## Фільмографія

### Фільми
| Рік  | Назва                            | Ориг. назва                           | Роль                   | Примітки                |
| ---- | -------------------------------- | ------------------------------------- | ---------------------- | ----------------------- |
| 1971 | Безрадісні миті                  | Bleak Moments                         | один Нормана           |                         |
| 1971 | Неділя, проклята неділя          | Sunday Bloody Sunday                  | гість на вечірці       | в титрах не вказаний    |
| 1977 | Чорна пантера                    | The Black Panther                     | Дональд Нілсон         |                         |
| 1983 | Прокляття Рожевої пантери        | Curse of the Pink Panther             | Дейв                   |                         |
| 1990 | Розенкранц і Гільденстерн мертві | Rosencrantz and Guildenstern are Dead | Клавдій                |                         |
| 1993 | Бути людиною                     | Being Human                           | Сальгедо               | вказаний як Дон Самптер |
| 1995 | Річард III                       | Richard III                           | Брекенберрі            |                         |
| 2001 | Енігма                           | Enigma                                | Леверет                |                         |
| 2002 | К-19                             | K-19: The Widowmaker                  | доктор Геннадій Савран |                         |
| 2005 | Відданий садівник                | The Constant Gardener                 | Тім Донохью            |                         |
| 2007 | Порок на експорт                 | Eastern Promises                      | Юрій                   |                         |
| 2010 | Ультрамарини                     | Ultramarines: The Movie               | Пітол                  | озвучка                 |
| 2011 | Дівчина з татуюванням дракона    | The Girl with the Dragon Tattoo       | детектив Густаф Морелл |                         |
| 2015 | У серці моря                     | In the Heart of the Sea               | Пол Мейсі              |                         |
| 2017 | Людина, яка винайшла Різдво      | The Man Who Invented Christmas        | Джейкоб Марлі          |                         |
| 2025 | Фінікійська схема                | The Phoenician Scheme                 | голова                 |                         |

### Телебачення
| Рік       | Назва                     | Ориг. назва               | Роль                    | Примітки                           |
| --------- | ------------------------- | ------------------------- | ----------------------- | ---------------------------------- |
| 1968      | Доктор Хто                | Doctor Who                | Енріко Касалі           | 6 епізодів: The Wheel in Space     |
| 1970      | Божевільний Джек          | Mad Jack                  | Вілмот                  |                                    |
| 1972      | Доктор Хто                | Doctor Who                | Командир Ріджвей        | 3 епізоди: The Sea Devils          |
| 1973      | Хедлі                     | Hadleigh                  | Тоні                    |                                    |
| 1977      | Ісус з Назарета           | Jesus of Nazareth         | Арам                    |                                    |
| 1985      | Чорний кінь               | Bleak House               | Немо                    | 2 епізоди                          |
| 1991      | Еймі                      | Aimée                     | Френк                   |                                    |
| 1992      | Пуаро Агати Крісті        | Agatha Christie's Poirot  | Олександр Бонапарт Каст | 1 епізод: The ABC Murders          |
| 1993      | Будда з передмістя        | The Buddha of Suburbia    | Меттью Пайк             |                                    |
| 1993      | Чисто англійське вбивство | The Bill                  | DCI Grant               | 1 епізод: «Nothing Ventured»       |
| 1999      | Великі надії              | Great Expectations        | Компісон                |                                    |
| 2000      | Делзіл і Пескоу           | Dalziel and Pascoe        | Гас Маллеві             | 1 епізод: «A Sweeter Lazarus»      |
| 2003      | Чисто англійське вбивство | The Bill                  | Арчі Фостер             | 2 епізоди                          |
| 2004      | Суто англійські вбивства  | Midsomer Murders          | Тім Сеттінгфілд         | 1 епізод: «Sins of Commission»     |
| 2006      | Чисто англійське вбивство | The Bill                  | Альфі Саттон            | 1 епізод                           |
| 2006      | Дракула                   | Dracula                   | Альфред Сінглтон        |                                    |
| 2008      | Таггерт                   | Taggart                   | Алекс Стернвуд          | 1 епізод: «Point of Light»         |
| 2008      | Нові трюки                | New Tricks                | Боббі 'Тар' Макадам     | 1 епізод: «Could not Organise One» |
| 2008      | Тесс з роду д'Ербервіллей | Tess of the d'Urbevilles  | Парсон Трінгем          |                                    |
| 2009      | Пригоди Сари Джейн        | The Sarah Jane Adventures | Ерасмус Даркенінг       | 2 епізоди: The Eternity Trap       |
| 2009-2010 | Бути людиною              | Being Human               | Кемп                    | 9 епізодів                         |
| 2010      | Привиди                   | Spooks                    | Стівен Кірбі            | 1 епізод                           |
| 2010      | Мерлін                    | Merlin                    | Король-рибалка          | 1 епізод: «The Eye of the Phoenix» |
| 2011      | Чорне дзеркало            | Black Mirror              | Джуліан Херфорд         | 1 епізод: «The National Anthem»    |
| 2011-2012 | Гра престолів             | Game of Thrones           | Мейстер Лювін           | 1-2 сезони                         |
| 2013      | Атлантида                 | Atlantis                  | Тіресіас                | 1 епізод: «Twist of Fate»          |
| 2014      | Нові світи                | New Worlds                | Сідней                  |                                    |
| 2015      | Джекілл і Хайд            | Jekyll & Hyde             | Гарсон                  |                                    |
| 2015      | Доктор Хто                | Doctor Who                | Рассілон                | 1 епізод: «Hell Bent»              |
| 2019      | Чорнобиль                 | Chernobyl                 | Жарков                  | 2 епізоди                          |